# سید مهدی مهدوی
سید مهدی مهدوی(زادهٔ ۸ مهر ۱۳۸۴) بازیکن فوتبال اهل ایران است که در پست دفاع راست برای باشگاه فوتبال آلومینیوم اراک در لیگ برتر خلیج فارس بازی می‌کند، او همچنین برای تیم ملی فوتبال زیر ۲۰ سال ایران نیز به میدان رفته‌است.

## دوران باشگاهی
مهدوی فوتبال پایه را در چند باشگاه مطرح ایرانی از جمله باشگاه فوتبال پیکان، باشگاه فوتبال پرسپولیس، باشگاه فوتبال سایپا و باشگاه فوتبال استقلال آغاز کرد. او در ژوئیهٔ ۲۰۲۴ به باشگاه فوتبال هوادار پیوست و نخستین بازی حرفه‌ای‌اش را در فصل ۲۵–۲۰۲۴ لیگ برتر خلیج فارس انجام داد. تا مهٔ ۲۰۲۵، او ۱۴ بازی در لیگ انجام داده و یک گل به ثمر رسانده‌است.

## دوران ملی
مهدوی نخستین بازی‌اش را برای تیم ملی فوتبال زیر ۲۰ سال ایران در ۷ ژوئیهٔ ۲۰۲۴ در دیداری دوستانه مقابل ترکمنستان زیر ۲۰ سال انجام داد. او تا ماه مه ۲۰۲۵، ۳ بازی ملی انجام داده و در مجموع ۳۰۴ دقیقه در زمین حضور داشته‌است.

### قهرمانی زیر ۲۰ سال کافا ۲۰۲۴
در ژوئیهٔ ۲۰۲۴، مهدوی به تیم زیر ۲۰ سال ایران برای حضور در قهرمانی زیر ۲۰ سال کافا ۲۰۲۴ در قرقیزستان دعوت شد. او در دیدار نهایی در ترکیب اصلی قرار گرفت و به ایران کمک کرد میزبان را با نتیجه ۳–۰ شکست دهد و عنوان قهرمانی را کسب کند. تیم ایران در طول این تورنمنت هیچ گلی دریافت نکرد و این قهرمانی، نخستین موفقیت مهم بین‌المللی مهدوی در ردهٔ جوانان بود.

## افتخارات

### ملی
- تیم ملی فوتبال زیر ۲۰ سال ایران
  - قهرمانی زیر ۲۰ سال کافا ۲۰۲۴